# Tolcaponă
Tolcapona este un medicament antiparkinsonian, un inhibitor reversibil al catecol-O-metiltransferazei (ICOMT), fiind utilizată în tratamentul bolii Parkinson. Calea de administrare disponibilă este cea orală.
Medicamentul a fost retras din multe țari din cauza faptului că prezintă o hepatotoxicitate ridicată (cu cazuri de insuficiență hepatocelulară severă, urmată de deces).

## Utilizări medicale
Tolcapona este utilizată în asociere cu levodopa/benserazidă sau levodopa/carbidopa, în tratamentul pacienților cu boală Parkinson idiopatică cu fluctuații motorii.
În comparație cu entacapona, prezintă un timp de înjumătățire mai mare (2,9 ore vs. 0,8 ore) și trece mai ușor bariera hemato-encefalică, acționând atât la nivel central, cât și periferic.